# Associazione italiana di aeronautica e astronautica
L'Associazione italiana di aeronautica e astronautica, in acronimo AIDAA, è un'associazione scientifica senza fini di lucro del settore aerospaziale.
È nata il 15 dicembre 1969 dalla fusione dell'Associazione italiana di aerotecnica, fondata nel 1920, e dell'Associazione italiana razzi, fondata nel 1952.
L'associazione ha gli obiettivi di riunire le persone, le industrie e gli enti interessati alle attività scientifiche e tecniche del settore aeronautico e spaziale e di diffondere le conoscenze del settore. La sua attività consiste nell'organizzazione di convegni, conferenze, tavole rotonde, concorsi a premi per studi e ricerche, pubblicazioni di atti e della rivista Aerotecnica Missili e Spazio. Ogni due anni organizza a turno nelle città sedi delle sezioni regionali un congresso nazionale, dove vengono presentati i risultati delle ricerche più attuali nei settori aeronautico e spaziale.
L'AIDAA mantiene rapporti di collaborazione con gli enti culturali nazionali e stranieri e, in particolare, è membro della Federazione astronautica internazionale (IAF), del Consiglio internazionale di scienze aeronautiche (ICAS) e della Confederazione europea delle associazioni aerospaziali (CEAS), di cui è socio fondatore insieme con l'associazione equivalente francese Association aéronautique et astronautique de France (AAAF), la tedesca Deutsche Gesellschaft für Luft - und Raumfahrt Lilienthal - Oberth e. V (DGLR) e la britannica Royal Aeronautical Society (RAES).

## Presidenti

### A.i.d.a. Associazione Italiana di Aerotecnica
1920-1922 Gen. Ing. Mario Maurizio Moris
1922-1924 Prof. Ing. Anastasio Anastasi
1924-1928 Gen. Ing. Giovanni Battista Marieni
1928-1945 Gen. Prof. Gaetano Arturo Crocco, Comm.rio Straordinario
1945-1961 Prof. Enrico Pistolesi
1961-1969 Prof. Antonio Eula

### A.i.r. Associazione Italiana Razzi
1951-1959 Gen. Prof. Gaetano Arturo Crocco
1959-1967 Prof. Antonio Eula

### A.i.d.a.a. Associazione Italiana di Aeronautica e Astronautica
1969-1972 Prof. Antonio Eula
1972-1976 Prof. Oscar Cinquegrani
1976-1984 Prof. Paolo Santini
1984-1987 Prof. Vittorio Giavotto
1987-1991 Prof. Paolo Santini
1991-2003 Ing. Ernesto Vallerani
2003-2007 Ing. Fausto Cereti
2007-2009 Prof.ssa Amalia Ercoli Finzi
2009-2013 Prof. ing. Franco Persiani
2014-2017 Prof. Leonardo Lecce
2018- Prof. Erasmo Carrera